# Голос. Дети (Россия, сезон 11)
Одиннадцатый сезон телевизионного шоу «Голос. Дети» транслировался на российском «Первом канале» в период с 6 сентября по 29 ноября 2024 года. Наставниками в этом сезоне стали Дима Билан, Юлианна Караулова и JONY.
Василий Иголкин стал победителем сезона, а Саид Галиуллин и Арина Точилова заняли второе и третье соответственно. С результатом в 52% Лучшим Наставником сезона стал Дима Билан.

## Ведущие
Яна Чурикова осталась ведущей проекта. Впервые с седьмого сезона сменилась соведущая: Агату Муцениеце заменила Валя Карнавал.

Ведущие сезона
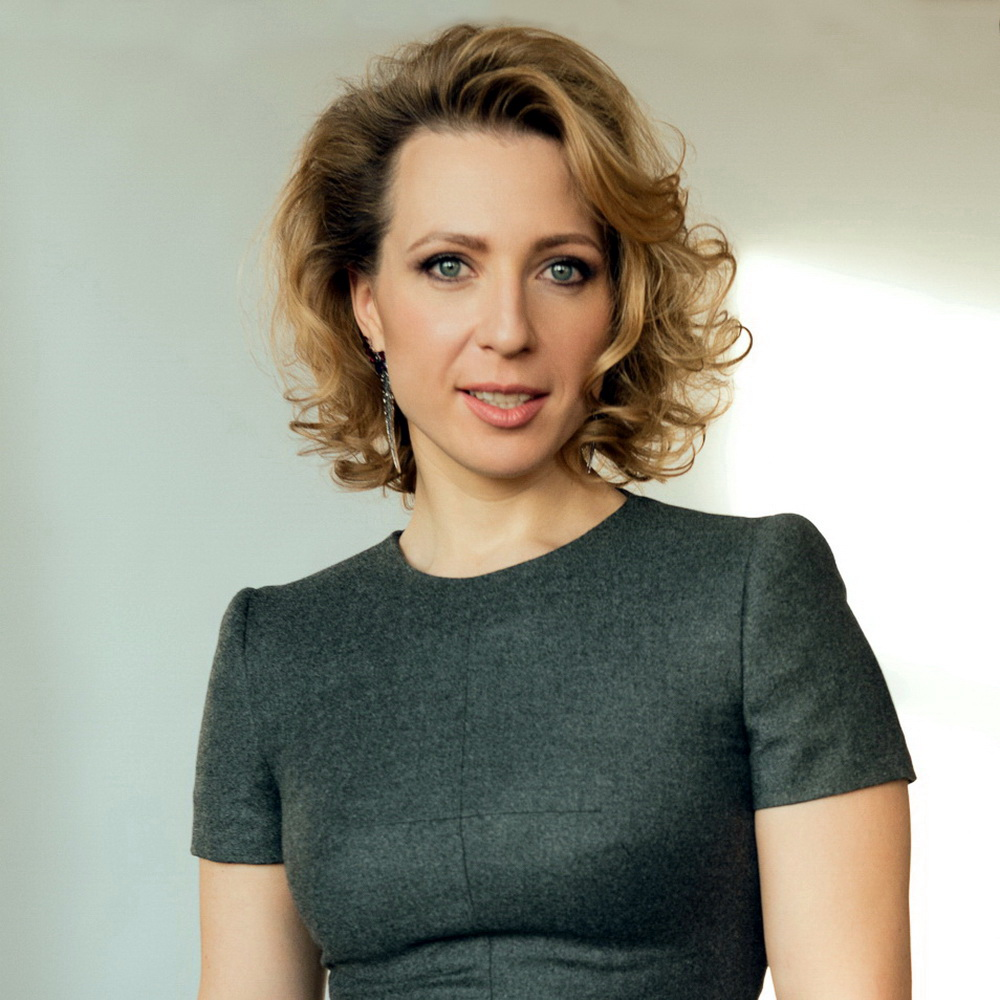
Яна Чурикова
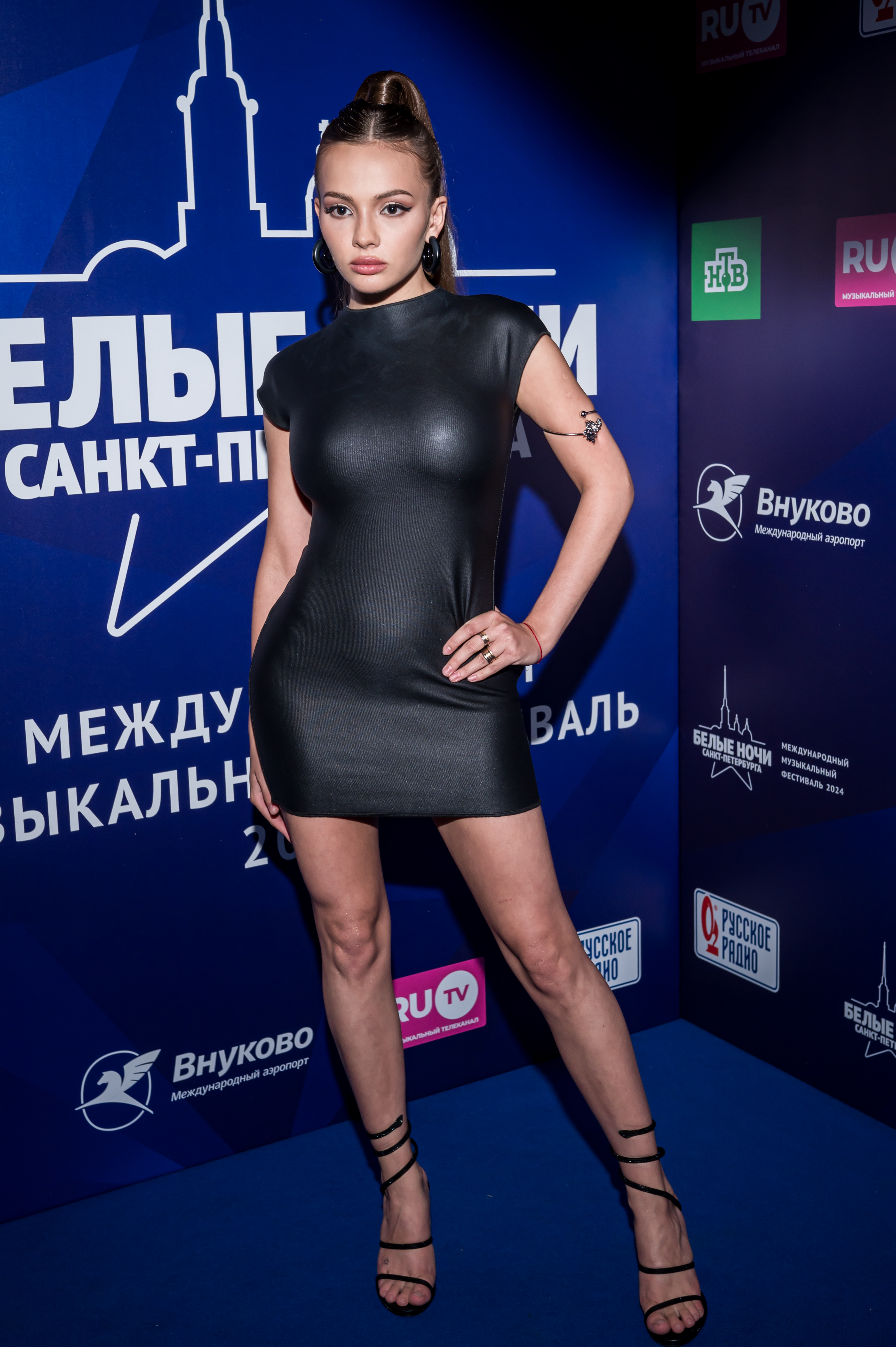
Валя Карнавал

## Наставники

Наставники сезона
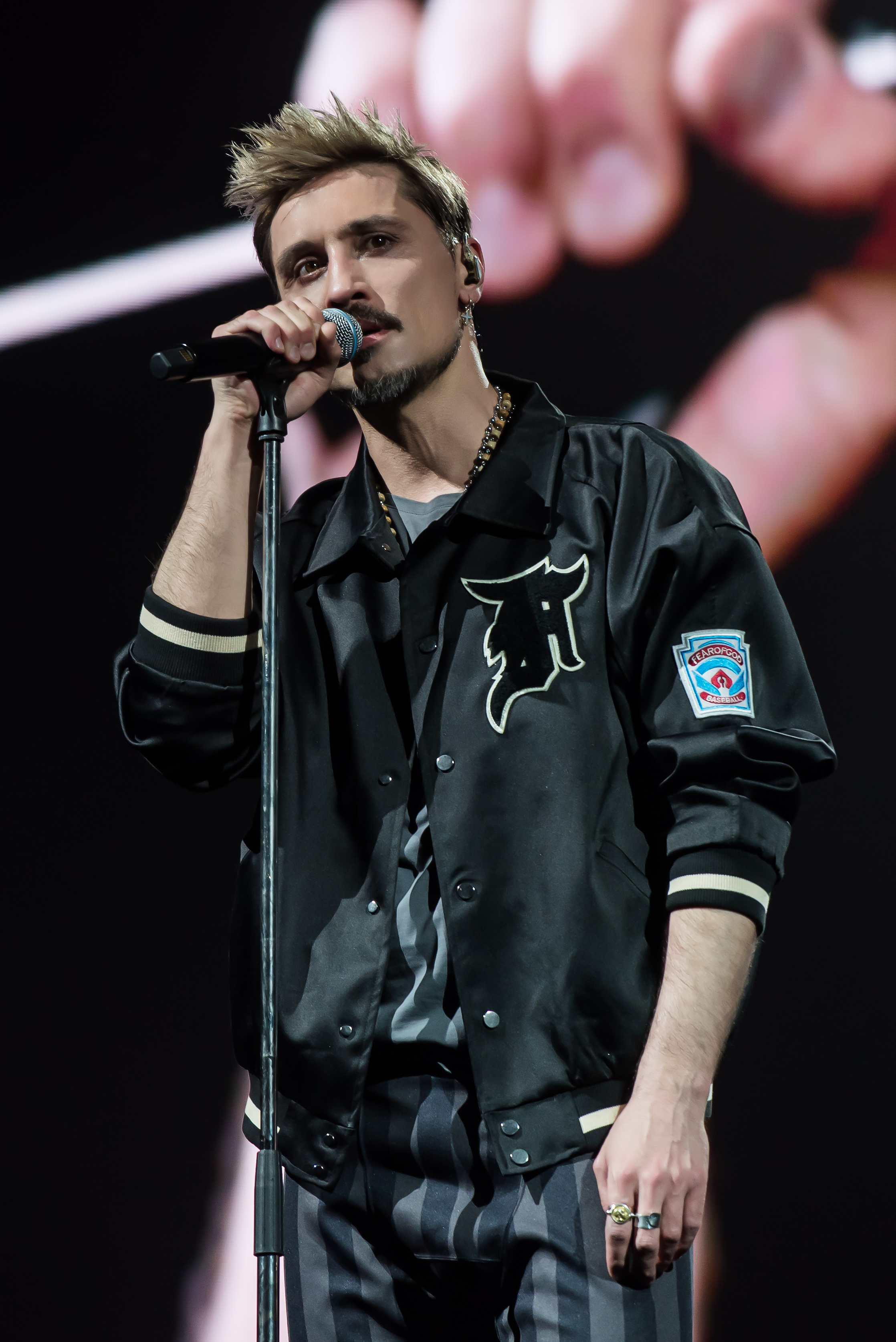
Дима Билан
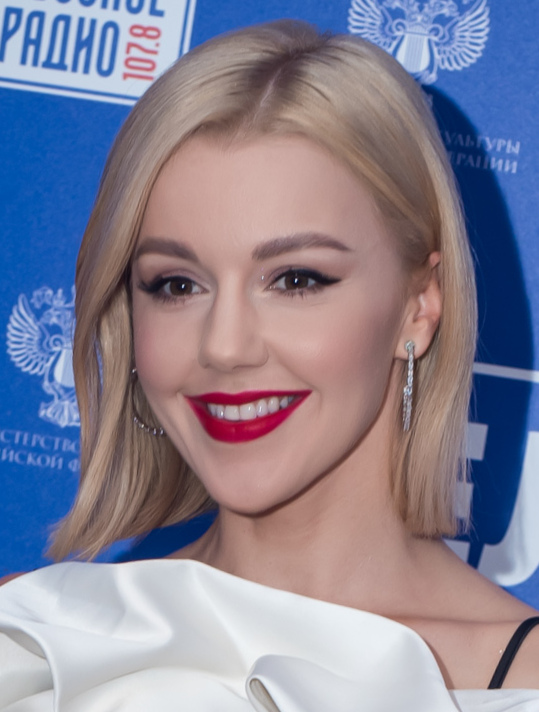
Юлианна Караулова
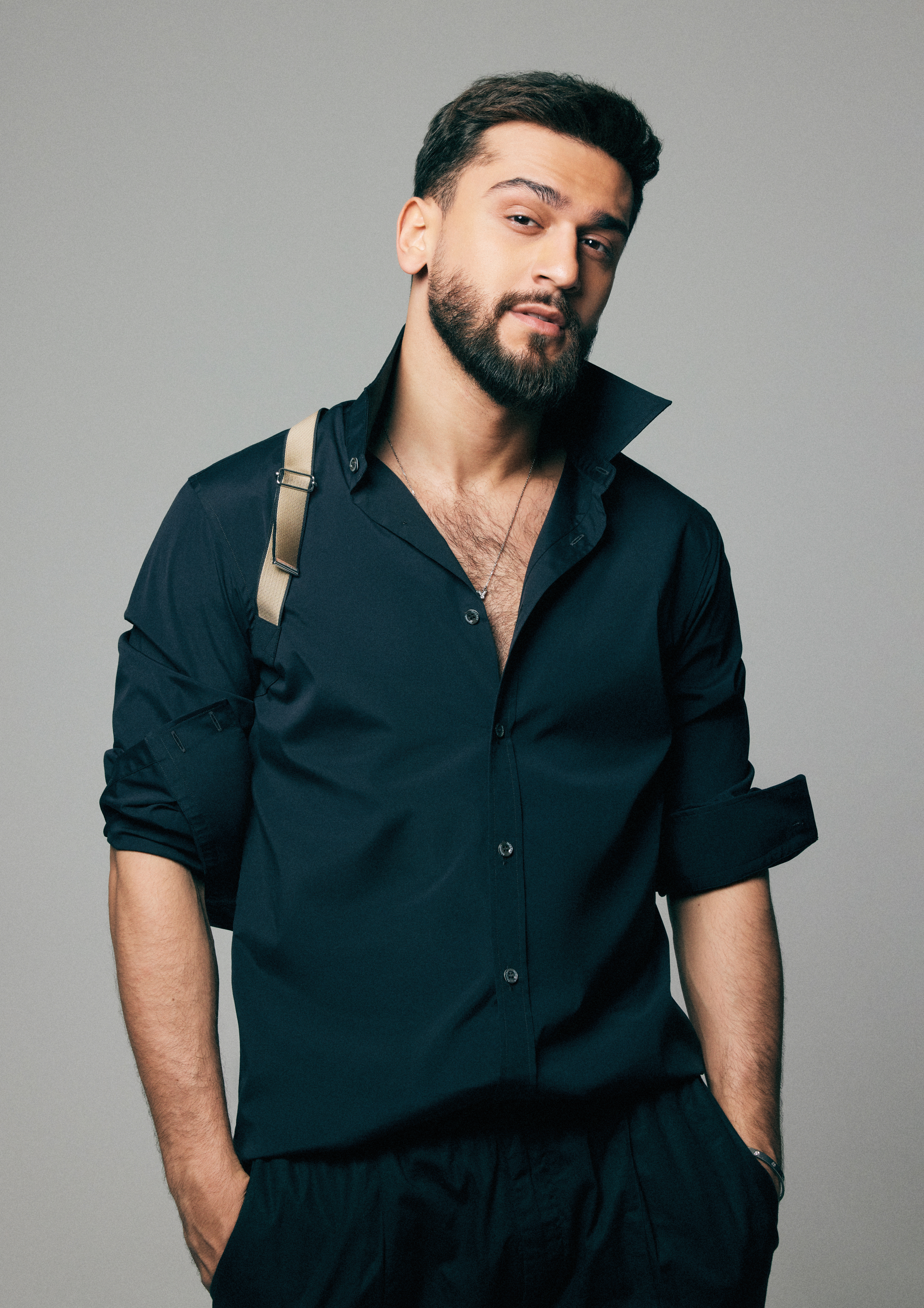
JONY

- Дима Билан — российский певец, автор песен, представитель России на песенном конкурсе «Евровидение-2006», где занял 2-е место, победитель песенного конкурса «Евровидение-2008», заслуженный артист РФ.
- Юлианна Караулова — российская певица, телеведущая, победительница первого сезона шоу «Фантастика».
- JONY — российский певец, автор песен.

## Команды
| - Победитель - Второе место - Третье место | - Выбыл в финале - Выбыл в дополнительном этапе - Выбыл в поединках |

| Наставники | Топ 45 участников  | Топ 45 участников  | Топ 45 участников | Топ 45 участников   | Топ 45 участников  |
| --- | ------------------ | ------------------ | ----------------- | ------------------- | ------------------ |
| Дима Билан | Василий Иголкин    | Нелли Байматова    | Григорий Дружинин | Георгий Петросян    | Екатерина Якимова  |
| Дима Билан | Эрислав Санакоев   | Раяна Ибатуллина   | Даниил Гладченко  | Глеб Стасюк         | Ева Родькина       |
| Дима Билан | Виолетта Абузярова | Александра Леонова | Егор Лысун        | Иван Гусев          | Мария Кареева      |
| Юлианна Караулова | Арина Точилова     | Роман Скробот      | Эвелина Радбиль   | Дарья Кузеванова    | Амалия Сухан       |
| Юлианна Караулова | Дарья Андриянычева | Виктория Болотских | Кира Куликова     | Лев Соловьев        | Тимофей Педанов    |
| Юлианна Караулова | Андрей Палаев      | Арина Рузманова    | Елена Турчина     | Алексей Адамович    | Максим Локайчук    |
| JONY | Саид Галиуллин     | Андрей Прибыльский | Анна Кукина       | Александра Татохина | Алсу Улуханова     |
| JONY | Владимир Романов   | Эмилия Амарян      | Роман Зубринкин   | Василиса Нестерова  | Маргарита Кошелева |
| JONY | Заур Барагунов     | Александр Манешин  | Григорий Щербина  | Алиса Ханумян       | Анастасия Маргиева |
| Курсивом выделены участники, выбывшие на этапе «Песня на вылет», но продолжившие участие в «Дополнительном этапе» и прошедшие в Финал. |                    |                    |                   |                     |                    |

## Слепые прослушивания

### Выпуск № 1: Слепые прослушивания. 1-я неделя
Выпуск вышел в эфир 6 сентября 2024 года. В начале выпуска наставники сезона Дима Билан, Юлианна Караулова и JONY исполнили песню «Beggin'» группы The Four Seasons.
| № | Исполнитель                                                                    | Песня | Выбор участников и наставников | Выбор участников и наставников | Выбор участников и наставников |
| № | Исполнитель                                                                    | Песня | Билан                          | Караулова                      | JONY                           |
| - | ------------------------------------------------------------------------------ | --- | ------------------------------ | ------------------------------ | ------------------------------ |
| 1 | Григорий Дружинин (8 лет, г. Москва)                                           | «Дорогой длинною» (Борис Фомин / Константин Подревский)                                                     |                                |                                |                                |
| 2 | Вероника Степанова (14 лет, г. Воронеж)                                        | «Музыка нас связала» (Андрей Литягин / Валерий Соколов)                                                     | —                              | —                              | —                              |
| 3 | Роман Зубринкин (8 лет, г. Йошкар-Ола, Республика Марий Эл)                    | «Песенка крокодила Гены» (Владимир Шаинский / Александр Тимофеевский)                                       |                                |                                |                                |
| 4 | Георгий Петросян (12 лет, г. Москва)                                           | «Per Te» (Уолтер Афанасьефф / Джош Гробан)                                                                  |                                |                                | —                              |
| 5 | Ульяна Котельникова (10 лет, г. Красноярск)                                    | «Гагарин» (Александр Тарасов / Мария Бойко)                                                                 | —                              | —                              | —                              |
| 6 | Егор Лысун (7 лет, г. Москва)                                                  | «Трасса Е-95» (Константин Кинчев)                                                                           |                                | —                              | —                              |
| 7 | Дарья Кузеванова (10 лет, г. Екатеринбург)                                     | «Порушка-Параня» / «Стрелы» (музыка и слова народные / Артём Кулыгин / Антонина Бадулина / Маркас Маркулис) | —                              |                                | —                              |
| 8 | Эрислав Санакоев (12 лет, г. Владикавказ, Республика Северная Осетия — Алания) | «Моя Москва» (Исаак Дунаевский / Марк Лисянский / Сергей Агранян)                                           |                                | —                              | —                              |
| 9 | Александра Татохина (13 лет, г. Москва)                                        | «Desert Rose» (Гордон Самнер / Мухамад Хелифати)                                                            |                                |                                |                                |

### Выпуск № 2: Слепые прослушивания. 2-я неделя
Выпуск вышел в эфир 13 сентября 2024 года.
| № | Исполнитель                                                    | Песня                                                       | Выбор участников и наставников | Выбор участников и наставников | Выбор участников и наставников |
| № | Исполнитель                                                    | Песня                                                       | Билан                          | Караулова                      | JONY                           |
| - | -------------------------------------------------------------- | ----------------------------------------------------------- | ------------------------------ | ------------------------------ | ------------------------------ |
| 1 | Даниил Гладченко (6 лет, с. Варениковская, Краснодарский край) | «Эскадрон» (Олег Газманов)                                  |                                |                                |                                |
| 2 | Кира Куликова (11 лет, г. Москва)                              | «Ты не такой» (Татьяна Липницкая)                           | —                              |                                | —                              |
| 3 | Всеволод Фатеев (9 лет, г. Сарапул, Удмуртская Республика)     | «Небо» (Алексей Рыжов)                                      | —                              | —                              | —                              |
| 4 | Анна Кукина (10 лет, г. Москва)                                | «Голуби» (музыка и слова народные)                          |                                |                                |                                |
| 5 | Даниил Сариди (13 лет, г. Москва)                              | «Отшумели летние дожди» (Павел Есенин / Александр Медведев) | —                              | —                              | —                              |
| 6 | Виолетта Абузярова (11 лет, г. Москва)                         | «Hymne à l'amour» (Маргарита Монно / Эдит Пиаф)             |                                |                                | —                              |
| 7 | Ева Родькина (10 лет, г. Владивосток, Приморский край)         | «Дельтаплан» (Виктор Резников)                              |                                | —                              | —                              |
| 8 | Андрей Палаев (12 лет, г. Иваново)                             | «Stayin’ Alive» (Барри Гибб / Робин Гибб / Морис Гибб)      | —                              |                                | —                              |
| 9 | Григорий Щербина (6 лет, г. Подольск, Московская область)      | «Симона» (Владимир Кузьмин)                                 | —                              |                                |                                |

### Выпуск № 3: Слепые прослушивания. 3-я неделя
Выпуск вышел в эфир 20 сентября 2024 года.
| № | Исполнитель                                                   | Песня                                                        | Выбор участников и наставников | Выбор участников и наставников | Выбор участников и наставников |
| № | Исполнитель                                                   | Песня                                                        | Билан                          | Караулова                      | JONY                           |
| - | ------------------------------------------------------------- | ------------------------------------------------------------ | ------------------------------ | ------------------------------ | ------------------------------ |
| 1 | Мария Кареева (8 лет, г. Белгород)                            | «Матушка» (Пётр Андреев)                                     |                                |                                | —                              |
| 2 | Максим Локайчук (10 лет, г. Горячий Ключ, Краснодарский край) | «Там нет меня» (Игорь Николаев / Павел Жагун)                | —                              |                                | —                              |
| 3 | Александра Кузницына (11 лет, г. Нижний Новгород)             | «Cambio Dolor» (Пабло Дюран / Фернандо Лопес Росси)          | —                              | —                              | —                              |
| 4 | Саид Галиуллин (12 лет, г. Казань, Республика Татарстан)      | «Песенка Роберта» (Исаак Дунаевский / Василий Лебедев-Кумач) |                                |                                |                                |
| 5 | Маргарита Кошелева (12 лет, г. Челябинск)                     | «Now’s the Time» (Чарли Паркер)                              | —                              | —                              |                                |
| 6 | Роман Орэ (14 лет, г. Раменское, Московская область)          | «В самое сердце» (Александр Пенкин)                          | —                              | —                              | —                              |
| 7 | Полина Языкова (8 лет, г. Москва)                             | «Песня Красной Шапочки» (Алексей Рыбников / Юрий Ким)        | —                              | —                              | —                              |
| 8 | Тимофей Педанов (11 лет, г. Нижний Новгород)                  | «Реченька» (Виталий Алексеев / Мария Фларова)                | —                              |                                | —                              |
| 9 | Алсу Улуханова (12 лет, г. Алматы, Казахстан )                | «It’s Raining Men» (Пол Джабара / Пол Шаффер)                | —                              |                                |                                |

### Выпуск № 4: Слепые прослушивания. 4-я неделя
Выпуск вышел в эфир 27 сентября 2024 года.
| № | Исполнитель                                                | Песня                                                       | Выбор участников и наставников | Выбор участников и наставников | Выбор участников и наставников |
| № | Исполнитель                                                | Песня                                                       | Билан                          | Караулова                      | JONY                           |
| - | ---------------------------------------------------------- | ----------------------------------------------------------- | ------------------------------ | ------------------------------ | ------------------------------ |
| 1 | Адель Искакова (12 лет, г. Санкт-Петербург)                | «Хоп хэй лала лэй» (Леонид Агутин)                          | —                              | —                              | —                              |
| 2 | Владимир Романов (7 лет, г. Санкт-Петербург)               | «Погоня» (Ян Френкель / Роберт Рождественский)              | —                              | —                              |                                |
| 3 | Эвелина Радбиль (11 лет, г. Нижний Новгород)               | «Voilà» (Барбара Прави / Ижит / Лили По)                    |                                |                                |                                |
| 4 | Александр Манешин (14 лет, г. Коломна, Московская область) | «Дай ему сил» (Александр Степанов)                          | —                              | —                              |                                |
| 5 | София Медведева (14 лет, г. Москва)                        | «Love in the Dark» (Адель Эдкинс / Сэмюэл Диксон)           | —                              | —                              | —                              |
| 6 | Дарья Андриянычева (13 лет, г. Нижний Новгород)            | «Сама иду» (Ольга Пелевина)                                 |                                |                                | —                              |
| 7 | Марианна Юсупова (11 лет, г. Москва)                       | «Хороший парень» (Евгений Маргулис / Алексей Романов)       | —                              | —                              | —                              |
| 8 | Андрей Прибыльский (11 лет, г. Владимир)                   | «I Surrender» (Сэм Уоттерс / Луи Бьянканьелло)              |                                |                                |                                |
| 9 | Амалия Сухан (12 лет, г. Минск, Беларусь )                 | «Питер — Владивосток» (Ян Супоненко / Александр Розниченко) | —                              |                                | —                              |

### Выпуск № 5: Слепые прослушивания. 5-я неделя
Выпуск вышел в эфир 4 октября 2024 года.
| № | Исполнитель                                                   | Песня                                                         | Выбор участников и наставников | Выбор участников и наставников | Выбор участников и наставников |
| № | Исполнитель                                                   | Песня                                                         | Билан                          | Караулова                      | JONY                           |
| - | ------------------------------------------------------------- | ------------------------------------------------------------- | ------------------------------ | ------------------------------ | ------------------------------ |
| 1 | Екатерина Якимова (6 лет, г. Москва)                          | «Катюша» (Матвей Блантер / Михаил Исаковский)                 |                                |                                |                                |
| 2 | Дмитрий Юлинов (14 лет, г. Вологда)                           | «Всё в твоих руках» (Дима Билан / Джим Бинц / Вячеслав Лунгу) | —                              | —                              | —                              |
| 3 | Василиса Нестерова (14 лет, г. Нижний Новгород)               | «Derniere danse» (Адила Седрая)                               | —                              |                                |                                |
| 4 | Милина Бердникова (12 лет, г. Камышин, Волгоградская область) | «Новый герой» (Андрей Литягин / Светлана Разина)              | —                              | —                              | —                              |
| 5 | Иван Гусев (11 лет, г. Одинцово, Московская область)          | «Let It Be» (Пол Маккартни / Джон Леннон)                     |                                |                                |                                |
| 6 | Алиса Ханумян (12 лет, г. Москва)                             | «Белая дверь» (Юрий Чернавский / Леонид Дербенёв)             | —                              | —                              |                                |
| 7 | Алина Аракелян (14 лет, г. Саратов)                           | «Проститься» (Владимир Кристовский)                           | —                              | —                              | —                              |
| 8 | Роман Скробот (8 лет, г. Белгород)                            | «Highway to Hell» (Бон Скотт / Ангус Янг / Малькольм Янг)     | —                              |                                | —                              |
| 9 | Виктория Болотских (8 лет, г. Москва)                         | «Осенний джаз» (Юрий Варум / Кирилл Крастошевский)            |                                |                                | —                              |

### Выпуск № 6: Слепые прослушивания. 6-я неделя
Выпуск вышел в эфир 11 октября 2024 года.
| № | Исполнитель                                                          | Песня                                                          | Выбор участников и наставников | Выбор участников и наставников | Выбор участников и наставников |
| № | Исполнитель                                                          | Песня                                                          | Билан                          | Караулова                      | JONY                           |
| - | -------------------------------------------------------------------- | -------------------------------------------------------------- | ------------------------------ | ------------------------------ | ------------------------------ |
| 1 | Нелли Байматова (13 лет, г. Киров)                                   | «Кони привередливые» (Владимир Высоцкий)                       |                                |                                |                                |
| 2 | Заур Барагунов (11 лет, г. Нальчик, Кабардино-Балкарская Республика) | «Небо» (Игорь Матвиенко / Константин Арсенев)                  | —                              |                                |                                |
| 3 | Эмилия Амарян (14 лет, г. Москва)                                    | «Easy on Me» (Адель Эдкинс / Грег Кёрстин)                     | —                              | —                              |                                |
| 4 | Григорий Будрик / Андрей Иванников (11 / 12 лет, г. Тула)            | «Родина» (Роман Артюхов / Денис Дермичёв)                      | —                              | —                              | —                              |
| 5 | Александра Леонова (14 лет, г. Владимир)                             | «Веселая кадриль» (Виктор Темнов / Олег Левицкий)              |                                | —                              | —                              |
| 6 | Василий Иголкин (12 лет, г. Санкт-Петербург)                         | «Этот большой мир» (Владимир Чернышёв / Роберт Рождественский) |                                | —                              | —                              |
| 7 | Арина Рузманова (8 лет, г. Москва)                                   | «Ванюша» (Павел Шевчук / Владимир Кристовский)                 | —                              |                                | —                              |
| 8 | Валерия Гапонова (12 лет, г. Люберцы, Московская область)            | «Белый снег» (Валерий Сауткин / Владимир Пресняков мл.)        | —                              | —                              | —                              |
| 9 | Глеб Стасюк (12 лет, г. Брест, Беларусь )                            | «You Raise Me Up» (Рольф Лёвланд / Брендан Грэм)               |                                |                                | —                              |

### Выпуск № 7: Слепые прослушивания. 7-я неделя
Выпуск вышел в эфир 18 октября 2024 года.
| № | Исполнитель                                                | Песня                                                                                       | Выбор участников и наставников | Выбор участников и наставников | Выбор участников и наставников |
| № | Исполнитель                                                | Песня                                                                                       | Билан                          | Караулова                      | JONY                           |
| - | ---------------------------------------------------------- | ------------------------------------------------------------------------------------------- | ------------------------------ | ------------------------------ | ------------------------------ |
| 1 | Арина Точилова (14 лет, г. Екатеринбург)                   | «Блюз» (Сергей Петросян)                                                                    |                                |                                |                                |
| 2 | Дмитрий Ильин (7 лет, г. Звенигород, Московская область)   | «Вася» (Евгений Хавтан / Валерий Сюткин)                                                    | —                              | —                              | —                              |
| 3 | Елена Турчина (11 лет, г. Санкт-Петербург)                 | «Ты не целуй» (Вадим Усланов / Михаил Гуцериев)                                             | —                              |                                |                                |
| 4 | Алия Исмаилова (14 лет, г. Владивосток, Приморский край)   | «Продлись, счастье» (Валерий Севастьянов / Алексей Римицан)                                 | —                              | —                              | —                              |
| 5 | Алексей Адамович (9 лет, г. Санкт-Петербург)               | «Runaway Baby» (Питер Джин Эрнандес / Филип Лоуренс / Ари Левин / Роберт Браун)             |                                |                                |                                |
| 6 | Анастасия Маргиева (11 лет, г. Москва)                     | «Rise Up» (Андра Дей / Дженнифер Десилвео)                                                  |                                | —                              |                                |
| 7 | Раяна Ибатуллина (12 лет, г. Казань, Республика Татарстан) | «Мадонна» (Римма Казакова / Игорь Крутой)                                                   |                                | —                              | Полная команда                 |
| 8 | Ольга Шестакова (11 лет, г. Москва)                        | «Генералам 1812 года» (Андрей Петров / Марина Цветаева)                                     | Полная команда                 | —                              | Полная команда                 |
| 9 | Лев Соловьёв (9 лет, г. Москва)                            | «Despacito» (Луис Альфонсо Родригес Лопес-Сеперо / Эрика Эндер / Рамон Луис Айала Родригес) | Полная команда                 |                                | Полная команда                 |

## Поединки и Песня на вылет

### Выпуск № 8: «Поединки» и «Песня на вылет». Команда Димы Билана
Выпуск вышел в эфир 25 октября 2024 года.

#### Поединки
| № | Победитель        | Песня                                                        | Проигравшие      | Проигравшие        |
| - | ----------------- | ------------------------------------------------------------ | ---------------- | ------------------ |
| 1 | Василий Иголкин   | «Прекрасное далеко» (Евгений Крылатов / Юрий Энтин)          | Эрислав Санакоев | Виолетта Абузярова |
| 2 | Георгий Петросян  | «Любовь уставших лебедей» (Игорь Крутой / Михаил Гуцериев)   | Глеб Стасюк      | Иван Гусев         |
| 3 | Григорий Дружинин | «Буратино» (Алексей Рыбников / Юрий Энтин)                   | Даниил Гладченко | Егор Лысун         |
| 4 | Екатерина Якимова | «Песня о маме» (Темистокле Попа / Жерар Буржоа / Юрий Энтин) | Ева Родькина     | Мария Кареева      |
| 5 | Нелли Байматова   | «Один в поле воин» (Георгий Рычагов / Валерия Василевская)   | Раяна Ибатуллина | Александра Леонова |

#### Песня на вылет
| № | Участник          | Песня                                                          | Результат                    |
| - | ----------------- | -------------------------------------------------------------- | ---------------------------- |
| 1 | Василий Иголкин   | «Этот большой мир» (Владимир Чернышёв / Роберт Рождественский) | Прошёл в Финал               |
| 2 | Георгий Петросян  | «Per Te» (Уолтер Афанасьефф / Джош Гробан)                     | Прошёл в Дополнительный этап |
| 3 | Григорий Дружинин | «Дорогой длинною» (Борис Фомин / Константин Подревский)        | Прошёл в Дополнительный этап |
| 4 | Екатерина Якимова | «Катюша» (Матвей Блантер / Михаил Исаковский)                  | Прошла в Дополнительный этап |
| 5 | Нелли Байматова   | «Кони привередливые» (Владимир Высоцкий)                       | Прошла в Финал               |

### Выпуск № 9: «Поединки» и «Песня на вылет». Команда Юлианны Карауловой
Выпуск вышел в эфир 2 ноября 2024 года.

#### Поединки
| № | Победитель       | Песня                                                       | Проигравшие        | Проигравшие     |
| - | ---------------- | ----------------------------------------------------------- | ------------------ | --------------- |
| 1 | Роман Скробот    | «Шоколадка» (Ксения Минаева / Андрей Барановский)           | Виктория Болотских | Арина Рузманова |
| 2 | Амалия Сухан     | «Отшумели летние дожди» (Павел Есенин / Алексендр Медведев) | Тимофей Педанов    | Максим Локайчук |
| 3 | Эвелина Радбиль  | «Ветер меняет направление» (Павло Шевчук / Татьяна Ткачук)  | Кира Куликова      | Елена Турчина   |
| 4 | Дарья Кузеванова | «На Титанике» (Даниил Бабичев / Андрей Фролов)              | Алексей Адамович   | Лев Соловьёв    |
| 5 | Арина Точилова   | «Зима в сердце» (Юрий Усачёв / Ева Польна)                  | Дарья Андриянычева | Андрей Палаев   |

#### Песня на вылет
| № | Участник         | Песня | Результат                    |
| - | ---------------- | --- | ---------------------------- |
| 1 | Роман Скробот    | «Highway to Hell» (Бон Скотт / Ангус Янг / Малькольм Янг)                                                   | Прошёл в Дополнительный этап |
| 2 | Амалия Сухан     | «Питер-Владивосток» (Ян Супоненко / Александр Розниченко)                                                   | Прошла в Дополнительный этап |
| 3 | Эвелина Радбиль  | «Voilà» (Барбара Прави / Ижит / Лили По)                                                                    | Прошла в Финал               |
| 4 | Дарья Кузеванова | «Порушка-Параня» / «Стрелы» (музыка и слова народные / Артём Кулыгин / Антонина Бадулина / Маркас Маркулис) | Прошла в Дополнительный этап |
| 5 | Арина Точилова   | «Блюз» (Сергей Петросян)                                                                                    | Прошла в Финал               |

### Выпуск № 10: «Поединки» и «Песня на вылет». Команда JONY
Выпуск вышел в эфир 8 ноября 2024 года.

#### Поединки
| № | Победитель          | Песня | Проигравшие        | Проигравшие        |
| - | ------------------- | --- | ------------------ | ------------------ |
| 1 | Анна Кукина         | «Комета» (Джахид Гусейнли) | Роман Зубринкин    | Григорий Щербина   |
| 2 | Андрей Прибыльский  | «Серенада Трубадура» (Геннадий Гладков / Юрий Энтин)                                                                              | Эмилия Амарян      | Александр Манешин  |
| 3 | Саид Галиуллин      | «Крылатые качели» (Евгений Крылатов / Юрий Энтин)                                                                                 | Заур Барагунов     | Владимир Романов   |
| 4 | Александра Татохина | «Lovely» (Билли Айлиш О’Коннелл / Финнеас Бэрд О’Коннелл / Халид Робинсон)                                                        | Василиса Нестерова | Алиса Ханумян      |
| 5 | Алсу Улуханова      | «Si Ai» (Дорунтина Шала / Бенни Бии / Адам Пястовский / Марко Толо / Марко Париси / Медин Ука / Блэк Игл Битс / Тимур Ханмамедов) | Маргарита Кошелева | Анастасия Маргиева |

#### Песня на вылет
| № | Участник            | Песня                                                        | Результат                    |
| - | ------------------- | ------------------------------------------------------------ | ---------------------------- |
| 1 | Анна Кукина         | «Голуби» (музыка и слова народные)                           | Прошла в Финал               |
| 2 | Андрей Прибыльский  | «I Surrender» (Сэм Уоттерс / Луи Бьянканьелло)               | Прошёл в Финал               |
| 3 | Саид Галиуллин      | «Песенка Роберта» (Исаак Дунаевский / Василий Лебедев-Кумач) | Прошёл в Дополнительный этап |
| 4 | Александра Татохина | «Desert Rose» (Гордон Самнер / Мухамад Хелифати)             | Прошла в Дополнительный этап |
| 5 | Алсу Улуханова      | «It’s Raining Men» (Пол Джабара / Пол Шаффер)                | Прошла в Дополнительный этап |

## Дополнительный этап
| — Участник прошёл в Финал |
| — Участник покинул проект |

### Выпуск № 11: Дополнительный этап
Выпуск вышел в прямом эфире 15 ноября 2024 года.
| Выпуск                | Наставник         | № | Участник            | Песня                                                          | Голоса зрителей | Итог           |
| Выпуск 11 (15 ноября) |                   |   |                     |                                                                |                 |                |
| --------------------- | ----------------- | - | ------------------- | -------------------------------------------------------------- | --------------- | -------------- |
| Выпуск 11 (15 ноября) | JONY              | 1 | Саид Галиуллин      | «Смуглянка» (Анатолий Новиков / Яков Шведов)                   | 59,5 %          | Прошёл в Финал |
| Выпуск 11 (15 ноября) | JONY              | 2 | Алсу Улуханова      | «Не брошу на полпути» (Виталий Ковтун / Андрей Парфёнов)       | 4,2 %           | Выбыла         |
| Выпуск 11 (15 ноября) | JONY              | 3 | Александра Татохина | «Mon amour» (Слиман Небчи / Яков Салах / Меир Салах)           | 36,3 %          | Выбыла         |
| Выпуск 11 (15 ноября) | Дима Билан        | 4 | Григорий Дружинин   | «Разговор со счастьем» (Александр Зацепин / Валерий Золотухин) | 39,9 %          | Прошёл в Финал |
| Выпуск 11 (15 ноября) | Дима Билан        | 5 | Георгий Петросян    | «Thriller» (Род Темпертон)                                     | 30,1 %          | Выбыл          |
| Выпуск 11 (15 ноября) | Дима Билан        | 6 | Екатерина Якимова   | «Кабы не было зимы» (Евгений Крылатов / Юрий Энтин)            | 30 %            | Выбыла         |
| Выпуск 11 (15 ноября) | Юлианна Караулова | 7 | Роман Скробот       | «У тебя есть я» (Отто Нотман / Татьяна Нотман)                 | 41,4 %          | Прошёл в Финал |
| Выпуск 11 (15 ноября) | Юлианна Караулова | 8 | Дарья Кузеванова    | «Кометы» (Марина Демещенко)                                    | 29,6 %          | Выбыла         |
| Выпуск 11 (15 ноября) | Юлианна Караулова | 9 | Амалия Сухан        | «Внеорбитные» (Саша Чорный / Игорь Клименко)                   | 29 %            | Выбыла         |

## Специальный выпуск «Голос. Дети — это Фантастика!»

### Выпуск № 12: Специальный выпуск «Голос. Дети — этоФантастика!»
Выпуск вышел в эфир 22 ноября 2024 года. Ведущими стали Яна Чурикова и Вадим Галыгин. Наставники угадывали, кто скрывается под аватарами.
| Выпуск                | Наставник         | № | Участник           | Персонаж   | Песня                    | Результат | Личность              |
| Выпуск 12 (22 ноября) |                   |   |                    |            |                          |           |                       |
| --------------------- | ----------------- | - | ------------------ | ---------- | ------------------------ | --------- | --------------------- |
| Выпуск 12 (22 ноября) | JONY              | 1 | Анна Кукина        | Умка       | «Колыбельная медведицы»  | Угадан    | Пелагея               |
| Выпуск 12 (22 ноября) | Дима Билан        | 2 | Григорий Дружинин  | Фрекен Бок | «Эй, вы, там, наверху»   | Угадан    | Анастасия Спиридонова |
| Выпуск 12 (22 ноября) | Юлианна Караулова | 3 | Арина Точилова     | Трубадур   | «Луч солнца золотого»    | Угадан    | Сергей Волчков        |
| Выпуск 12 (22 ноября) | Дима Билан        | 4 | Нелли Байматова    | Шапокляк   | «Holding Out for a Hero» | Угадан    | Полина Гагарина       |
| Выпуск 12 (22 ноября) | Дима Билан        | 5 | Василий Иголкин    | Водяной    | «Дожди»                  | Угадан    | Игорь Корнелюк        |
| Выпуск 12 (22 ноября) | Юлианна Караулова | 6 | Роман Скробот      | Енот Со    | «Бьёт бит»               | Не угадан | Алиса Кожикина        |
| Выпуск 12 (22 ноября) | Юлианна Караулова | 7 | Эвелина Радбиль    | Атаманша   | «Песня Атаманши»         | Угадан    | Лариса Долина         |
| Выпуск 12 (22 ноября) | JONY              | 8 | Андрей Прибыльский | Бонифаций  | «Circle of Life»         | Угадан    | Александр Панайотов   |
| Выпуск 12 (22 ноября) | JONY              | 9 | Саид Галиуллин     | Громозека  | «Трава у дома»           | Угадан    | Сергей Жилин          |

- Лучший номер (по результатам голосования телезрителей)

## Финал и Суперфинал

### Выпуск № 13: Финал и Суперфинал
Выпуск вышел в прямом эфире 29 ноября 2024 года.

#### Финал
| — Участник прошёл в Суперфинал |
| — Участник покинул проект      |

| Выпуск                | Наставник         | № | Участник           | Песня | Голоса зрителей | Итог                |
| Выпуск 13 (29 ноября) |                   |   |                    | |                 |                     |
| --------------------- | ----------------- | - | ------------------ | --- | --------------- | ------------------- |
| Выпуск 13 (29 ноября) | Юлианна Караулова | 1 | Роман Скробот      | «Полёт на дельтаплане» (Эдуард Артемьев / Николай Зиновьев)                                                                       | 33,3 %          | Выбыл               |
| Выпуск 13 (29 ноября) | Юлианна Караулова | 2 | Арина Точилова     | «Ты же выжил, солдат» (Владимир Мигуля / Маргарита Агашина)                                                                       | 35,4 %          | Прошла в Суперфинал |
| Выпуск 13 (29 ноября) | Юлианна Караулова | 3 | Эвелина Радбиль    | «A Million Voices» (Габриэль Аларес / Иоаким Бьёрнберг / Катрина Нурберген / Полина Гагарина / Леонид Гуткин / Владимир Матецкий) | 31,3 %          | Выбыла              |
| Выпуск 13 (29 ноября) | Дима Билан        | 4 | Василий Иголкин    | «Журавли» (Ян Френкель / Расул Гамзатов)                                                                                          | 51,9 %          | Прошёл в Суперфинал |
| Выпуск 13 (29 ноября) | Дима Билан        | 5 | Нелли Байматова    | «Не отрекаются любя» (Марк Минков / Вероника Тушнова)                                                                             | 27,7 %          | Выбыла              |
| Выпуск 13 (29 ноября) | Дима Билан        | 6 | Григорий Дружинин  | «Я шагаю по Москве» (Андрей Петров / Геннадий Шпаликов)                                                                           | 23,4 %          | Выбыл               |
| Выпуск 13 (29 ноября) | JONY              | 7 | Андрей Прибыльский | «Лебединая верность» (Евгений Мартынов / Андрей Дементьев)                                                                        | 36,7 %          | Выбыл               |
| Выпуск 13 (29 ноября) | JONY              | 8 | Анна Кукина        | «Потерянный рай» (Сергей Терентьев / Маргарита Пушкина)                                                                           | 16,8 %          | Выбыла              |
| Выпуск 13 (29 ноября) | JONY              | 9 | Саид Галиуллин     | «Беловежская пуща» (Александра Пахмутова / Николай Добронравов)                                                                   | 46,5 %          | Прошёл в Суперфинал |

#### Суперфинал
| Выпуск                | Наставник         | № | Участник        | Песня                                                    | Голоса зрителей | Итог         |
| Выпуск 13 (29 ноября) |                   |   |                 |                                                          |                 |              |
| --------------------- | ----------------- | - | --------------- | -------------------------------------------------------- | --------------- | ------------ |
| Выпуск 13 (29 ноября) | Юлианна Караулова | 1 | Арина Точилова  | «Ветер перемен» (Максим Дунаевский / Наум Олев)          | 13,2 %          | Третье место |
| Выпуск 13 (29 ноября) | Дима Билан        | 2 | Василий Иголкин | «Синяя вечность» (Муслим Магомаев / Геннадий Козловский) | 45,3 %          | Победитель   |
| Выпуск 13 (29 ноября) | JONY              | 3 | Саид Галиуллин  | «Берёзовые сны» (Геогрий Фере)                           | 42,5 %          | Второе место |

| № | Исполнитель                  | Песня                                                          |
| - | ---------------------------- | -------------------------------------------------------------- |
| 1 | Василий Иголкин (победитель) | «Этот большой мир» (Владимир Чернышёв / Роберт Рождественский) |

## Лучший Наставник сезона
Результаты
| - Лучший Наставник - Второе место - Третье место | - Лучший Наставник выпуска |

| Наставник         | Голосование (по выпускам) | Голосование (по выпускам) | Голосование (по выпускам) | Голосование (по выпускам) | Голосование (по выпускам) | Голосование (по выпускам) | Голосование (по выпускам) | Голосование (по выпускам) | Голосование (по выпускам) | Итог             |
| Наставник         | #1                        | #2                        | #3                        | #4                        | #5                        | #6                        | #7                        | #11                       | Общее                     | Итог             |
| ----------------- | ------------------------- | ------------------------- | ------------------------- | ------------------------- | ------------------------- | ------------------------- | ------------------------- | ------------------------- | ------------------------- | ---------------- |
|                   |                           |                           |                           |                           |                           |                           |                           |                           |                           |                  |
| Дима Билан        | 58 %                      | 58 %                      | 60 %                      | 44 %                      | 53 %                      | 56 %                      | 54 %                      | 45 %                      | 52 %                      | Лучший Наставник |
| Юлианна Караулова | 25 %                      | 25 %                      | 24 %                      | 28 %                      | 27 %                      | 25 %                      | 27 %                      | 23 %                      | 26 %                      | Второе место     |
| JONY              | 17 %                      | 17 %                      | 16 %                      | 28 %                      | 20 %                      | 19 %                      | 19 %                      | 32 %                      | 22 %                      | Третье место     |

## Рейтинги сезона
| №  | Выпуск                           | Дата показа      | Код выпуска | Время показа (UTC+3) | Аудитория | Аудитория | Источник |
| №  | Выпуск                           | Дата показа      | Код выпуска | Время показа (UTC+3) | Рейтинг   | Доля      | Источник |
| -- | -------------------------------- | ---------------- | ----------- | -------------------- | --------- | --------- | -------- |
| 1  | «Слепые прослушивания. Выпуск 1» | 6 сентября 2024  | 1101        | Пятница 21:45        | 2.7       | 11.9 %    | [ 5 ]    |
| 2  | «Слепые прослушивания. Выпуск 2» | 13 сентября 2024 | 1102        | Пятница 21:45        | 2.2       | 9.9 %     | [ 6 ]    |
| 3  | «Слепые прослушивания. Выпуск 3» | 20 сентября 2024 | 1103        | Пятница 21:45        | 2.3       | 10.4 %    | [ 7 ]    |
| 4  | «Слепые прослушивания. Выпуск 4» | 27 сентября 2024 | 1104        | Пятница 21:45        | 2.0       | 8.7 %     | [ 8 ]    |
| 5  | «Слепые прослушивания. Выпуск 5» | 4 октября 2024   | 1105        | Пятница 21:45        | 2.4       | 10.3 %    | [ 9 ]    |
| 6  | «Слепые прослушивания. Выпуск 6» | 11 октября 2024  | 1106        | Пятница 21:45        | 2.4       | 10 %      | [ 10 ]   |
| 7  | «Слепые прослушивания. Выпуск 7» | 18 октября 2024  | 1107        | Пятница 21:45        | 2.4       | 10 %      | [ 11 ]   |
| 8  | «Поединки. Выпуск 1»             | 25 октября 2024  | 1108        | Пятница 21:45        | 2.5       | 10.6 %    | [ 12 ]   |
| 9  | «Поединки. Выпуск 2»             | 2 ноября 2024    | 1109        | Суббота 21:45        | 2.3       | 9.5 %     | [ 13 ]   |
| 10 | «Поединки. Выпуск 3»             | 8 ноября 2024    | 1110        | Пятница 21:45        | 2.3       | 9.7 %     | [ 14 ]   |
| 11 | «Дополнительный этап»            | 15 ноября 2024   | 1111        | Пятница 21:45        | 2.0       | 8.6 %     | [ 15 ]   |
| 12 | «Голос. Дети — это Фантастика!»  | 22 ноября 2024   | 1112        | Пятница 21:45        | 2.3       | 9.6 %     | [ 16 ]   |
| 13 | «Финал»                          | 29 ноября 2024   | 1113        | Пятница 21:45        | 2.1       | 9.4 %     | [ 17 ]   |

## Комментарии
1. ↑  Дима Билан — Лучший Наставник 1-го выпуска.
2. ↑  Дима Билан — Лучший Наставник 2-го выпуска.
3. ↑  Дима Билан — Лучший Наставник 3-го выпуска.
4. ↑  Дима Билан — Лучший Наставник 4-го выпуска.
5. ↑  Дима Билан — Лучший Наставник 5-го выпуска.
6. ↑  Дима Билан — Лучший Наставник 6-го выпуска.
7. ↑  Дима Билан — Лучший Наставник 7-го выпуска.
8. ↑  Дима Билан — Лучший Наставник 11-го выпуска.
9. ↑  Специальный выпуск